# Thimo di Wettin
Thimo, detto il Coraggioso (1010 circa – 9 marzo 1090/1091 o 1100 circa), fu conte di Wettin e Brehna.

## Biografia
Era figlio di Teodorico II di Wettin, margravio della Bassa Lusazia, e Matilde, figlia di Eccardo I di Meißen. Era dunque membro della dinastia Wettin. 
Quando suo padre fu ucciso nel 1034, Thimo gli succedette nelle contee di Wettin e Brehna. Fu anche vogt della diocesi di Naumburg e del monastero della famiglia Wettin a Gerbstedt.
Nella ribellione sassone del 1073–75 campeggiata da Ottone di Northeim, Thimo combatté contro il re Enrico IV ed entrò in conflitto anche con suo fratello, il vescovo Federico di Münster. Successivamente si avvicinò di nuovo al re e nel 1088 seguì la dieta di Hoftag a Quedlinburg, dove fu deposto il margravio brunonide Egberto II di Meißen.
Thimo è sepolto nel monastero di Niemegk, da lui fondato. Thimo è sepolto al monastero di Niemegk, che lui stesso fondò.
È l'antenato diretto in linea patrilineare di Giorgio VI d'Inghilterra e di sua figlia la regina Elisabetta II d'Inghilterra.
L'esatta data di morte di Thimo non è chiara; dato che suo figlio Corrado nacque approssimativamente nel 1098, Thimo non può essere morto molto prima di questa data. In alternativa, alcuni ricercatori sostengono che Thimo fosse in realtà il nonno di Corrado, e che il padre di Corrado fosse un figlio sconosciuto di Thimo con lo stesso nome, facendo dell'anno 1090/1091 - citato in una cronaca - una data di morte congruente. Ad ogni modo, dato che l'esistenza di un "Thimo II" non è attestata in alcun modo, questa tesi è considerata improbabile.

## Famiglia e figli
Sposò Ida, figlia di Ottone di Northeim e di Richenza di Svevia ed ebbero:
- Dedo IV († 1124);
- Corrado di Meißen († 1157), margravio di Meißen dal 1123 al 30 novembre 1156 e margravio di Lusazia dal 1136 al 30 novembre 1156;
- Matilde, sposata con il conte Gero di Seeburg e poi con il conte Ludovico di Wippra.

## Ascendenza
|                            |                       |                           | Genitori                |  |  | Nonni |  |  | Bisnonni              |  |  | Trisnonni |  |
|                            |                       |                           |                         |  |  |       |  |  | Teodorico I di Wettin |  |  | …         |  |
|                            |                       |                           |                         |  |  |       |  |  | Teodorico I di Wettin |  |  | …         |  |
|                            |                       | …                         |                         |  |  |       |  |  | Teodorico I di Wettin |  |  |           |  |
| Dedi I di Wettin           |                       |                           |                         |  |  |       |  |  | Teodorico I di Wettin |  |  |           |  |
|                            |                       | Jutta di Merseburgo       | …                       |  |  |       |  |  |                       |  |  |           |  |
|                            |                       | Jutta di Merseburgo       | …                       |  |  |       |  |  |                       |  |  |           |  |
|                            |                       | Jutta di Merseburgo       | …                       |  |  |       |  |  |                       |  |  |           |  |
| Teodorico I di Lusazia     |                       | Jutta di Merseburgo       |                         |  |  |       |  |  |                       |  |  |           |  |
|                            |                       | Teodorico di Haldensleben | Wichmann I il Vecchio   |  |  |       |  |  |                       |  |  |           |  |
|                            |                       | Teodorico di Haldensleben | Wichmann I il Vecchio   |  |  |       |  |  |                       |  |  |           |  |
|                            |                       | Teodorico di Haldensleben | Bia di Ringelheim       |  |  |       |  |  |                       |  |  |           |  |
| Thietburga di Haldensleben |                       | Teodorico di Haldensleben |                         |  |  |       |  |  |                       |  |  |           |  |
|                            |                       | …                         | …                       |  |  |       |  |  |                       |  |  |           |  |
|                            |                       | …                         | …                       |  |  |       |  |  |                       |  |  |           |  |
|                            |                       | …                         | …                       |  |  |       |  |  |                       |  |  |           |  |
| Thimo di Wettin            |                       | …                         |                         |  |  |       |  |  |                       |  |  |           |  |
|                            | Günther di Merseburgo | Eccardo di Merseburgo     |                         |  |  |       |  |  |                       |  |  |           |  |
|                            | Günther di Merseburgo | Eccardo di Merseburgo     |                         |  |  |       |  |  |                       |  |  |           |  |
|                            | Günther di Merseburgo | …                         |                         |  |  |       |  |  |                       |  |  |           |  |
| Eccardo I di Meißen        | Günther di Merseburgo |                           |                         |  |  |       |  |  |                       |  |  |           |  |
|                            |                       | Dubrawka                  | Boleslao I di Boemia    |  |  |       |  |  |                       |  |  |           |  |
|                            |                       | Dubrawka                  | Boleslao I di Boemia    |  |  |       |  |  |                       |  |  |           |  |
|                            |                       | Dubrawka                  | Biagota                 |  |  |       |  |  |                       |  |  |           |  |
| Matilde di Meißen          |                       | Dubrawka                  |                         |  |  |       |  |  |                       |  |  |           |  |
|                            |                       | Ermanno di Sassonia       | Billung von Stubenskorn |  |  |       |  |  |                       |  |  |           |  |
|                            |                       | Ermanno di Sassonia       | Billung von Stubenskorn |  |  |       |  |  |                       |  |  |           |  |
|                            |                       | Ermanno di Sassonia       | Ermengarda di Nantes    |  |  |       |  |  |                       |  |  |           |  |
| Swanehilde di Sassonia     |                       | Ermanno di Sassonia       |                         |  |  |       |  |  |                       |  |  |           |  |
|                            |                       | Oda                       | …                       |  |  |       |  |  |                       |  |  |           |  |
|                            |                       | Oda                       | …                       |  |  |       |  |  |                       |  |  |           |  |
|                            |                       | Oda                       | …                       |  |  |       |  |  |                       |  |  |           |  |
|                            |                       | Oda                       |                         |  |  |       |  |  |                       |  |  |           |  |

| Controllo di autorità | VIAF (EN) 95420047 · CERL cnp01180084 · GND (DE) 138794472 |